# Sladesbridge
Sladesbridge – wieś w Anglii, w Kornwalii. Leży 68 km na północny wschód od miasta Penzance i 346 km na zachód od Londynu.